# カメレオン・アーミー (ピンク・レディーの曲)
「カメレオン・アーミー」は、1978年12月5日にリリースされた日本のアイドルグループ・ピンク・レディーの10枚目のシングルである。売上枚数は約70万枚 （オリコン調べ）、125万枚（ビクター調べ）。

## 解説
- 正式な発売日以前にフライング発売された分がオリコンに集計されたため、初登場88位→翌週1位という87ランクアップ記録を達成した。（1998年にSPEEDの「ALL MY TRUE LOVE」が参考記録ながら113位→1位を記録している）
- タイトルに合わせ、テレビ番組では歌の最中に衣装の色が画像処理で変化する演出があった（ゼネラル(現・富士通ゼネラル)が開発したソフトクロマキーによる）。
- ミーやケイ本人達の談によると「ピンク・レディーの全曲中、最も振付けの激しい曲」とのこと。最盛期当時もこの曲を完璧な振付けで踊りながら歌い切るには相当な体力・気力が必要だったようで、当時のテレビ映像の中には、本人たちが振付けを誤って踊っているものまである。
- 前述の理由により、後年の再結成時には一時期ライブでも封印されていた曲の一つでもあった。しかし、2004年の復活ツアーの際には当時の振付けで歌い切る技術を取り戻し、初披露の舞台では歌唱後にミーとケイが観客に「カメレオン・アーミー、またできるようになったよ!」と喜びをあらわにする一幕があったという。
- 現時点では、ピンク・レディーによるオリコンシングルチャート首位獲得としては最後の作品となっている。首位獲得通算週数は今作品を最後として63週で途切れることとなったが、これは2015年1月26日付けチャートにてB'zが追い抜くまで、36年にわたりピンク・レディーが最多記録保持者であった[2]。
- 当時コナミ工業（現・コナミアミューズメント）から『スペースウォー (レジャック)』というアーケードゲームが登場しているが、同じ内容で『カメレオンアーミー』と表示されるバージョンもある。これは上記の曲、およびその伸びるビームがカメレオンの舌を連想させることから。
- 『ルパン三世 (TV第2シリーズ)』第74話「恐怖のカメレオン人間」にて、挿入歌として使用されている。
- 初主演映画「ピンク・レディーの活動大写真」のエンディングテーマに使用され同サントラにも収録されている。

## 収録曲
1. カメレオン・アーミー
  - 作詞：阿久悠／作曲・編曲：都倉俊一
2. ドラゴン
  - 作詞：阿久悠／作曲・編曲：都倉俊一

## カバー
- 尾崎亜美&大貫亜美（PUFFY）（2009年、阿久悠トリビュートアルバム『Bad Friends』に収録）
- 李博士（1996年、『李博士のポンチャック大百科』で韓国語と日本語を混ぜた形で歌った）